# Bob Wallace (Informatiker)

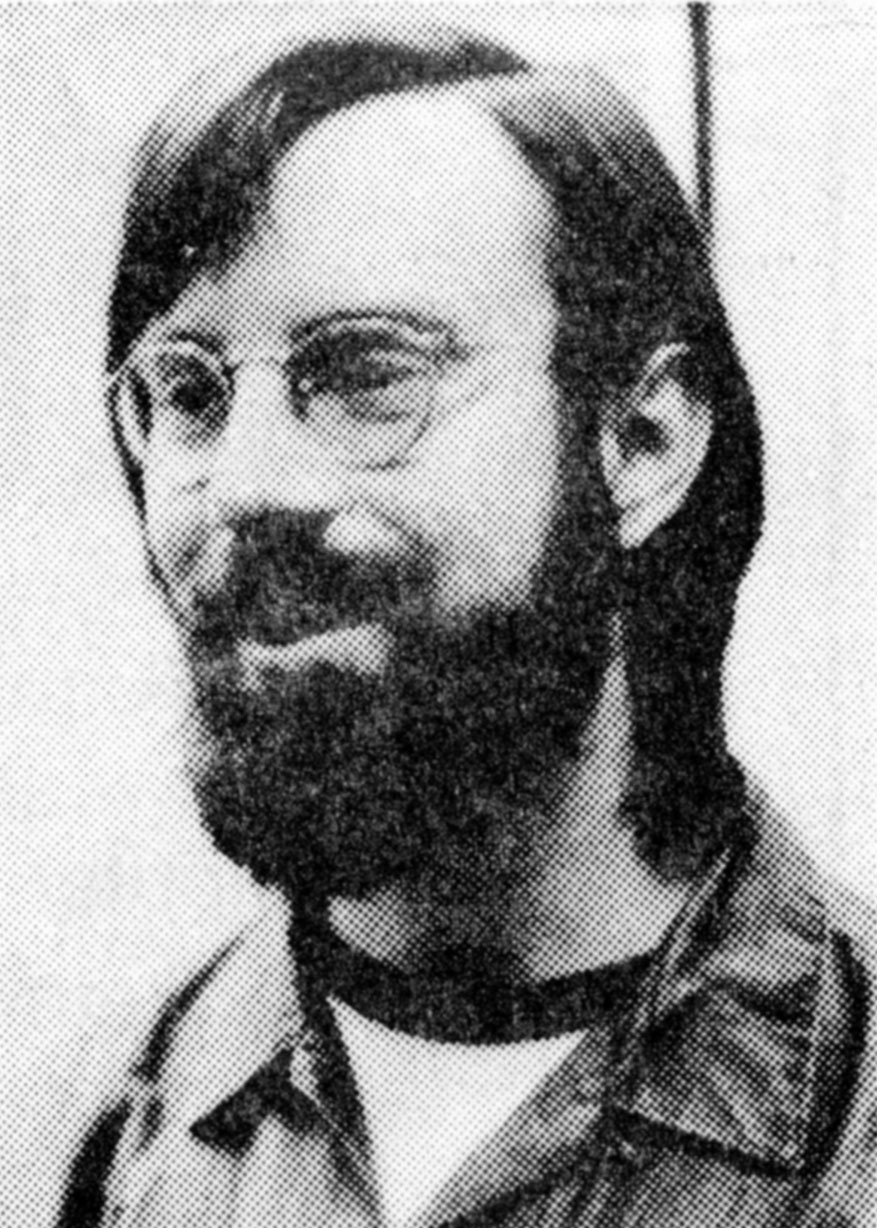
Bob Wallace, 1977

Bob Wallace (* 29. Mai 1949 in Arlington; † 20. September 2002 in San Rafael) war ein US-amerikanischer Programmierer und der neunte Mitarbeiter der Firma Microsoft. Wallace war auch der Erfinder des Begriffs „Shareware“, Entwickler der Textverarbeitung PC-Write und Gründer der Softwarefirma Quicksoft. Wallace war auch dafür bekannt, sehr viel Geld und Zeit in psychedelische Drogen zu investieren.

## Leben
Der Vater von Wallace war Ökonom und Assistant Secretary im Schatzamt während der Präsidentschaft von John F. Kennedy. Seine erste Begegnung mit Computern hatte Wallace als Schüler in der Explorer Scout Group in Bethesda (Maryland), gesponsert von Control Data. Ab 1967 studierte er an der Brown University, wo er unter Andries van Dam und Ted Nelson an einem frühen Hypertext-, Wortverarbeitungs- und Editier-System (File Retrieval and Editing System, FRESS) arbeitete, an der University of California, Santa Cruz, wo er auch Theater studierte, und an der University of Washington mit dem Bachelor-Abschluss in Informatik 1974 und dem Master-Abschluss 1978. In Seattle arbeitete er in dem ersten Computerladen der Stadt (Retail Computer Store), der auch gleichzeitig Treffpunkt für Computer-Begeisterte war. Als er eine Anzeige von Bill Gates sah, der Programmierer suchte, wurde er 1978 bei Microsoft angestellt. Er war dort einer der leitenden Programmierer von TI-Basic. 1983 verließ er Microsoft und gründete Quicksoft. Ihr Produkt PC-Write wurde als Shareware vertrieben (damals ein neues Konzept). Auf dem Höhepunkt ihres Erfolgs in den 1980er Jahren hatten sie 32 Beschäftigte und machten 2 Millionen Dollar Jahresumsatz. 1991 verkaufte er die Firma.
1993 zog er mit seiner Ehefrau Megan Dana-Wallace von Seattle nach Nordkalifornien und wandte sich mit ihr bewusstseinserweiternden Drogen zu. 1996 gründete er mit seiner Ehefrau den Buchladen Mind Books mit Schwerpunkt Drogen-Pflanzen und psychedelische Drogen. Sein Interesse für Computer war motiviert dadurch, dass er sie für Werkzeuge zur Erweiterung des Bewusstseins hielt, ebenso wie später psychedelische Drogen. 1998 gründeten sie die Stiftung Promind, die wissenschaftliche Forschung und Aufklärung der Öffentlichkeit auf diesem Gebiet unterstützten sollte. Er war im Aufsichtsrat des Heffter Research Institute, Erowid (einer Non-Profit-Organisation für die Verbreitung von Information über psychedelische Drogen, die er auch finanziell unterstützte), dem Center for Cognitive Liberty and Ethics, EcstasyData, der Black Rock Arts Foundation und finanzierte die Multidisciplinary Association for Psychedelic Studies (MAPS).
Er starb überraschend an Lungenentzündung in seinem Haus.
Paul Allen bezeichnete ihn in einem Nachruf in der New York Times als sanfte Seele, er trat leise auf, war aber kreativ, hartnäckig und penibel in seinem Programmieren und Denken.
Entgegen verbreiteten Gerüchten nannte er nicht Microsoft nach seiner Katze, sondern seine Katze nach Microsoft.